# Gostkowo (jezioro)
Gostkowo – jezioro w woj. pomorskim, w pow. kartuskim, w gminie Sulęczyno, leżące na terenie Pojezierza Kaszubskiego.
Powierzchnia zwierciadła wody według różnych źródeł wynosi od 12 ha do 15,0 ha do ha.
Zwierciadło wody położone jest na wysokości 166,6 m n.p.m..